# Station Fairfield (Groot-Manchester)
Fairfield (Groot-Manchester) is een spoorwegstation van National Rail in Droylsden, Tameside in Engeland. Het station is eigendom van Network Rail en wordt beheerd door Northern Rail. Het station is geopend in 1892.